# Андреа Бенетті
Андреа Бенетті (італ. Andrea Benetti; нар. 1964, Болонья) — італійський художник, автор Маніфесту неопечерного мистецтва, представленого в 2009 році на 53-й Венеціанській бієнале в університеті Ка' Фоскарі.

## Біографія
Андреа Бенетті — італійський художник, фотограф і дизайнер, народився в Болоньї в 1964 році. У 2006 році став автором «Маніфесту неопечерного мистецтва», який він представив на 53-й Венеціанській бієнале мистецтв у 2009 році.
Його мистецтво надихається прямими і опосередкованими посиланнями на перші форми мистецтва, створені доісторичною людиною. З печерного живопису Бенетті запозичив їх стилістичні риси, створюючи роботи, переповнені стилізованими зооморфними та антропоморфними мотивами, геометричними фігурами та абстрактними формами, з кольоровими полями, як засіб побудови етичного та філософського моста між давньою історією та сучасністю, що підкреслюється «використанням рослинних пігментів та таких прийомів, як барельєф та графіті.
Роботи Бенетті представлені в основних національних та зарубіжних художніх колекціях (колекції ООН, Ватикану та Квірінале), серед його останніх виставок — "Кольори та звуки витоків" (Болонья, Палаццо Д 'Accursio, 2013),  "VR60768 · антропоморфна фігура" (Рим, Палата депутатів, 2015),  "Pater Luminum" (Галліполі, Громадський музей, 2017) і "Обличчя проти насильства" (Болонья, Палаццо Комунале (Болонья), 2017).
У 2020 році художник був нагороджений "Премією Неттуно" міста Болоньї.

## Музеї та колекції
Приватні та інституційні музеї та художні колекції, в яких зберігаються роботи Андреа Бенетті

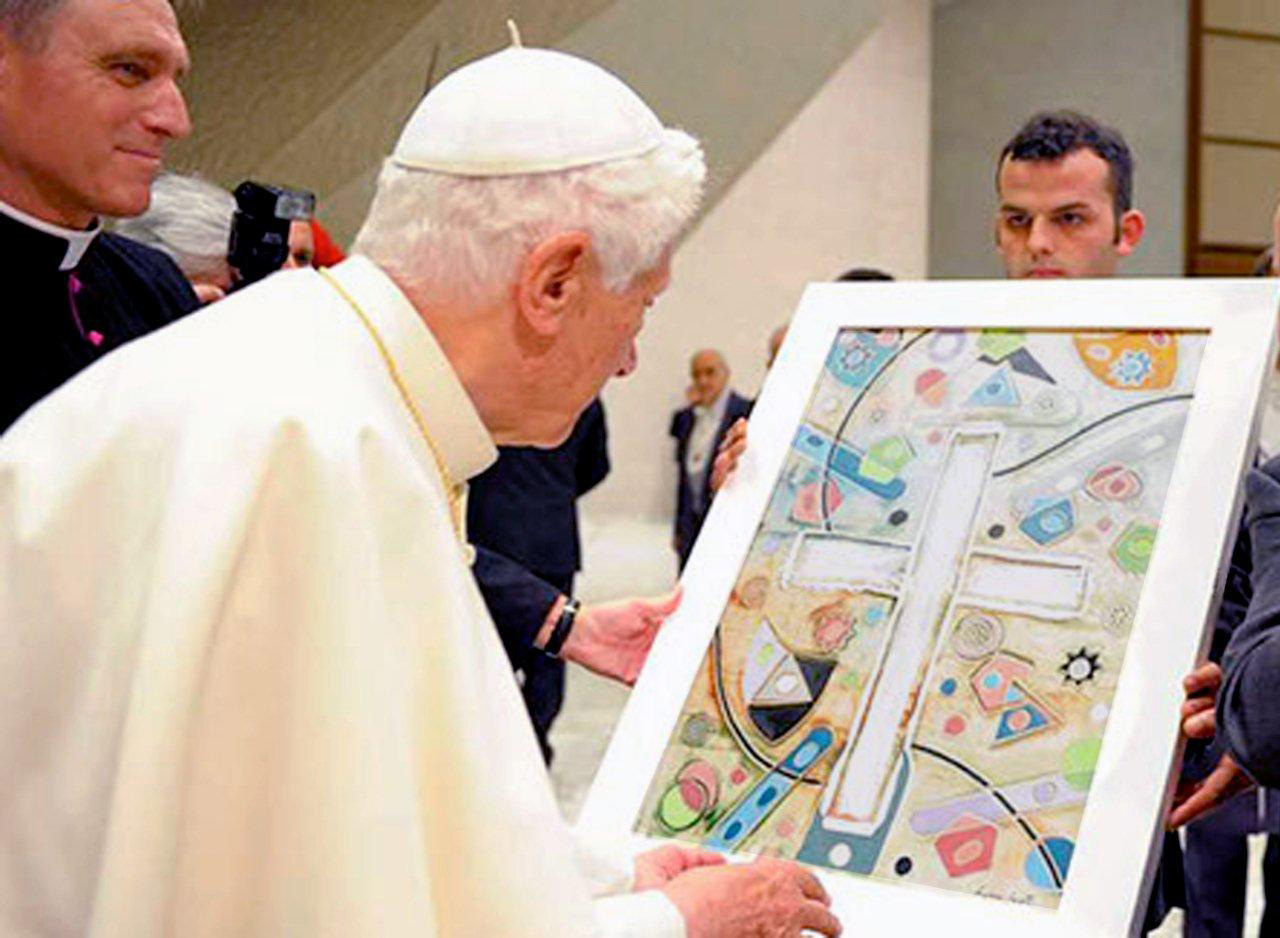
Ватикан, 28.11.12 - Папа Римський Бенедикт XVI отримує твір Андреа Бенетті під назвою "Пошана Кароля Войтили".

- Колекція мистецтв ООН (Нью-Йорк, США) [10]
- Ватиканська колекція мистецтв (Ватикан) [11]
- MACIA - Італійський музей сучасного мистецтва в Америці (Сан-Хосе, Коста-Рика) [12]
- Квірінальська колекція мистецтв (Рим, Італія)[5]
- Палаццо Монтекіторіо (Рим, Італія)[13]
- Колекція мистецтв Університету Феррари (Феррара, Італія)[14]
- Колекція мистецтв Університету Барі (Барі, Італія)[15]
- Мамбо: Музей сучасного мистецтва Болоньї (Болонья, Італія)[16]
- Музей сучасного та сучасного мистецтва Больцано (Больцано, Італія)[17]
- CAMeC: Центр сучасного мистецтва (Спеція, Італія)[18]
- Музей Франческо Паоло Мікетті (Франкавілла аль-Маре, Італія)[19]
- Музей сучасного мистецтва Освальдо Лічіні (Асколі-Пічено - Італія)[20]
- Колекція мистецтв муніципалітету Лечче (Лечче - Італія)[21]

## Бібліографія

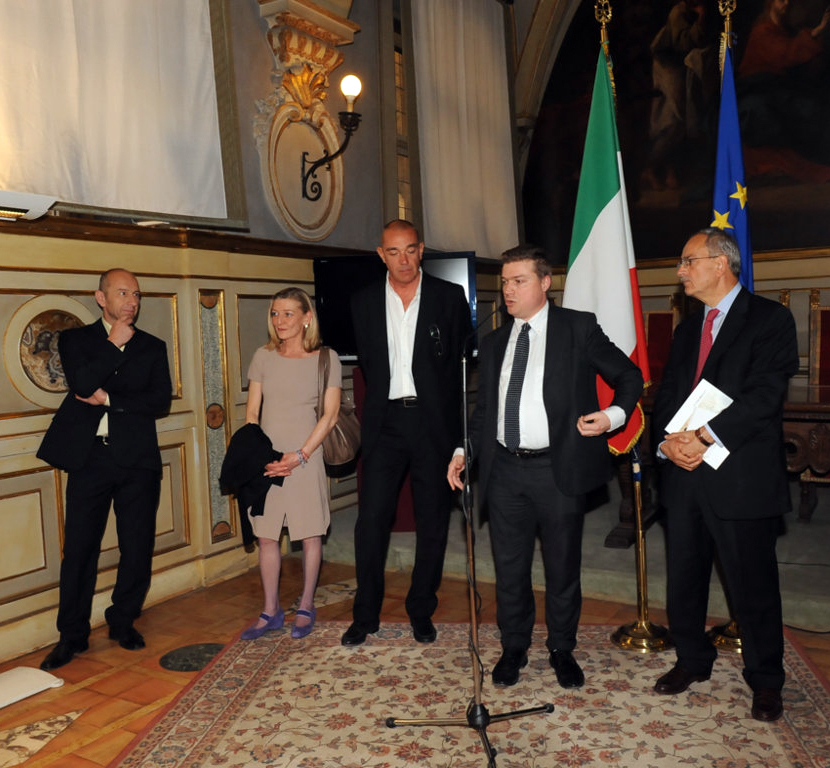
Андреа Бенетті на урочистому відкритті його виставки в Римі, в Палаті депутатів